# Куви
Куви — язык кхондов, относящийся к дравидийской семье языков. Распространён в Индии в штатах Орисса и Андхра-Прадеш. Используется письменность ория. Количество говорящих — 350 000 (1995 год). Уровень грамотности среди говорящих на конда колеблется от 34 до 42 %. Кхонды относятся к адиваси — аборигенному населению Индии. Племя кхондов говорит, кроме языка куви, на близкородственном языке куи.